# Nobleza de Suecia

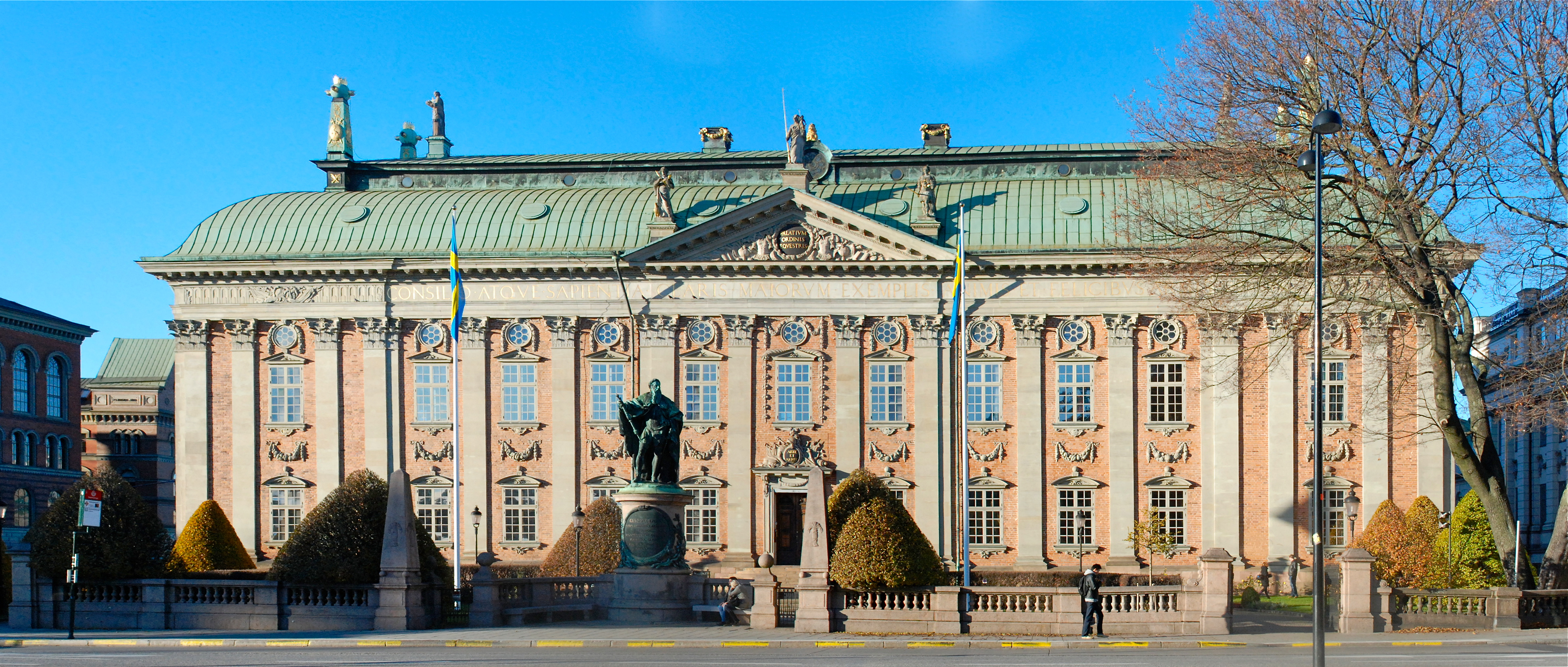
La Casa de la Nobleza (Riddarhuset) en Estocolmo.

La nobleza de Suecia (en sueco: Adeln) ha sido históricamente una clase privilegiada en Suecia, y parte de la llamada frälse (derivada del sueco antiguo, significa "cuello libre"). Este término arcaico para la nobleza incluía al clero. La clasificación era definida por las exenciones a los impuestos y la representación en la dieta. Hoy día la nobleza no mantiene sus antiguos privilegios, pero los nombres familiares, sus títulos y escudos de armas están aún protegidos. La nobleza se divide en dos categorías: "presentados" y "no presentados" en la Casa de la Nobleza (Riddarhuset), que todavía mantiene una tarifa a los mayores de 18 años para el mantenimiento de los edificios pertinentes en Estocolmo.
Pertenecer a la nobleza en la Suecia actual todavía puede acarrear algunos privilegios sociales informales, y tener cierta significación social e histórica, particularmente entre ciertos grupos. Suecia tiene una larga tradición democrática que garantiza prácticas meritocráticas en la elección de los funcionarios. Así, no se otorga ningún privilegio en los impuestos o de cualquier otra clase a ningún ciudadano por sus orígenes familiares, con la excepción de la Familia Real y el cargo de jefe de Estado ostentado por el monarca sueco. Sin embargo, ese cargo en la actualidad, según las normas de gobierno, es ceremonial.
En 1902 Sven Hedin fue la última persona en ser ennoblecida en Suecia. Desde 1974, el monarca no puede conferir el estatus de nobleza. En 2004 existían unas 619 familias nobles en Suecia, con unos 28.000 miembros. Están clasificados entre condes (46 familias), barones (124 familias) y nobleza sin título (449 familias).
Hasta 2003 la nobleza estaba regulada por un estatuto de gobierno, pero ese año el estatuto fue derogado, de modo que la sanción gubernamental y la regulación legal de la nobleza se abandonó. La Casa de la Nobleza es desde entonces una institución privada, administrada como una corporación privada bajo la ley comercial civil, y es propiedad de sus miembros. El único privilegio que mantiene la nobleza es la de poder usar un yelmo con un visor abierto en su escudo de armas (por un acta de 1762, si lo hace un plebeyo debía recibir una multa), lo que fue llevado a los tribunales para obtener la amnistía ya en el siglo XXI por la "Sociedad de Plebeyos y Vagabundos por el uso de los visores abiertos" (Ofrälse och löske mäns samfund för bruk af öppne hjälmar), a lo que el Tribunal Supremo Administrativo sentenció que no podía arbitrarlo al no tener la capacidad de conceder la amnistía.

## Organización

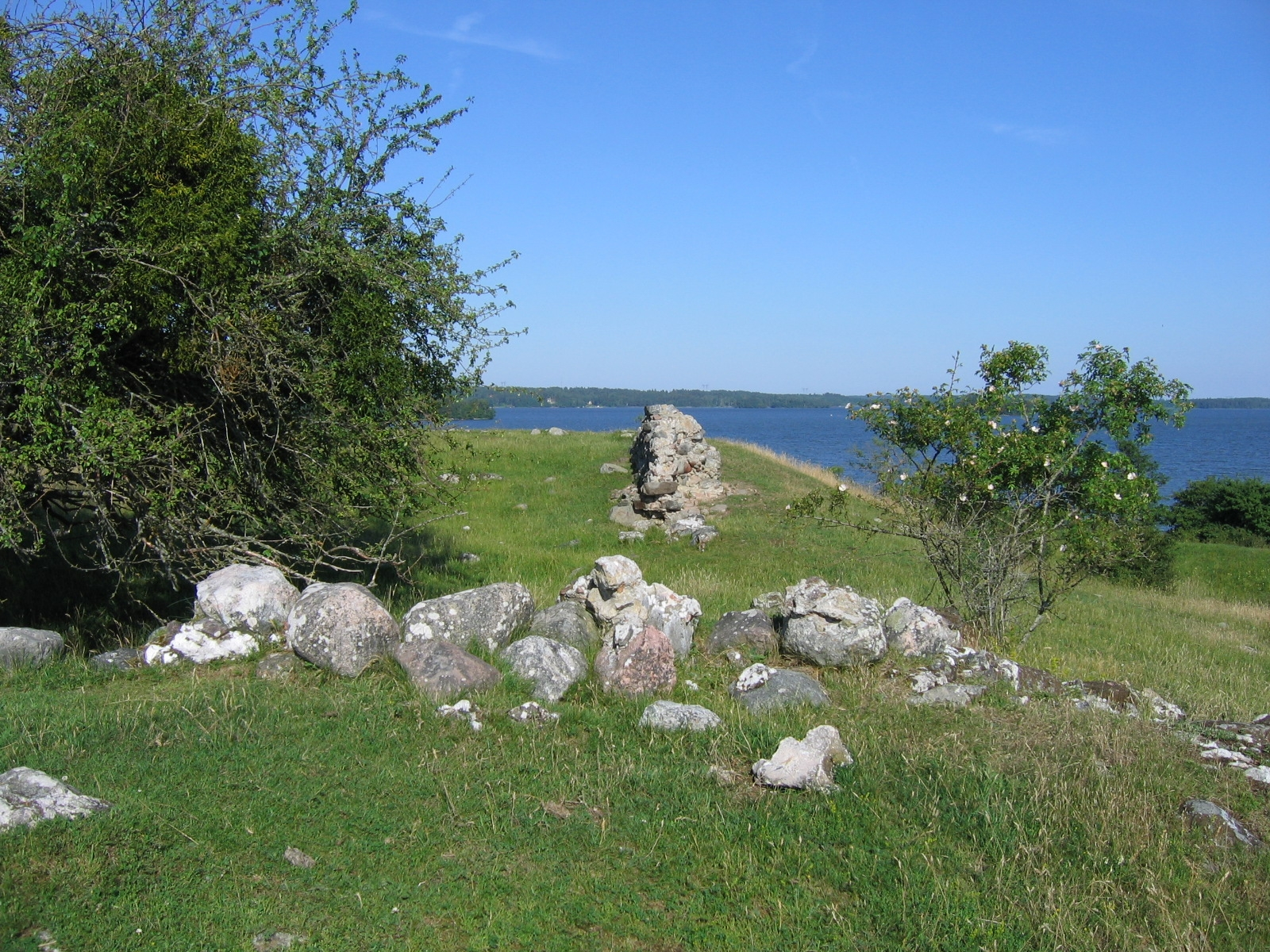
Ruinas del castillo de Älsno, donde fue entregada la primero ordenanza de nobleza de Suecia en 1280 por Magnus III.

La nobleza sueca está organizada en tres clases de acuerdo al diseño establecido en el riddarhusordningen (Reglamento de la Casa de los Caballeros de 1626):
- la Clase de los Señores (en sueco: Herreklassen), que comprende a los condes (greve) y a los barones (friherre, barón), dos títulos introducidos en 1561 por Erico XIV de Suecia;
- la Clase de los Caballeros (en sueco: Riddarklassen), descendientes sin título de los Consejeros del Reino de Suecia y desde 1778 las 300 familias más antiguas de la Clase de los Escuderos como a las familias de comandantes, descendientes de los comandantes de las tropas reales suecas;
- la Clase de los Escuderos (en sueco: Svenneklassen), otros nobles sin título.

Las dos últimas clases contienen la llamada nobleza sin título (en sueco: obetitlad adel). La división entre clases tiene sus raíces en la Edad Media cuando la nobleza frälse fue dividida en las tres clases. Hasta 1719, las clases votaban separadamente, pero en la Era de la Libertad todas las clases votaban conjuntamente, con un voto por cada cabeza de familia (en sueco: huvudman). Esto hizo que la vasta mayoría de nobles sin título, por ejemplo los oficiales y funcionarios, estuvieran representados.
En 1778, Gustavo III reinstauró las clases y el voto por clase, reformando la Clase de los Caballeros. Originalmente, pertenecían a esta clase sólo las familias descendientes de los Consejeros del Reino de Suecia y era la menor de las tres clases. Pero Gustavo III introdujo en ella a las 300 familias más antiguas de la Clase de los Escuderos y a los descendientes de los comandantes de la Orden de la Estrella del Norte y la Orden de la Espada, hasta 1809. Ese año se abolió el voto por clase, retornándose al sistema de la Era de la Libertad.
Los Duques suecos (hertig) han sido casi siempre de estatus real y considerados como tales. Una excepción de tiempos medievales fue Bengt Algotsson, duque de Halland (siglo XIV). En el siglo XVIII se concedieron dos principados (furstar): Fredrik Vilhelm von Hessenstein y Vilhelm Putbus, pero no fueron presentados.
Tras el ennoblecimiento de un plebeyo por el monarca sueco, el nuevo noble debía buscar una "presentación" para ser reconocido completamente como miembro de la Casa de la Nobleza (Riddarhuset), en referencia a su función como cámara del Riksdag de los Estados, el Parlamento sueco. En 1866 la nobleza fue formalmente separada del gobierno e incorporada como una institución aparte, gobernada por estatutos otorgados por el monarca (desde 1975, por el gobierno). Este último vínculo con el gobierno fue abolido en 2003, así como la representación oficial regulada por el gobierno sueco del Palacio de la Nobleza. Los miembros de la organización se publican cada tres años.

## Nobleza medieval:Frälse

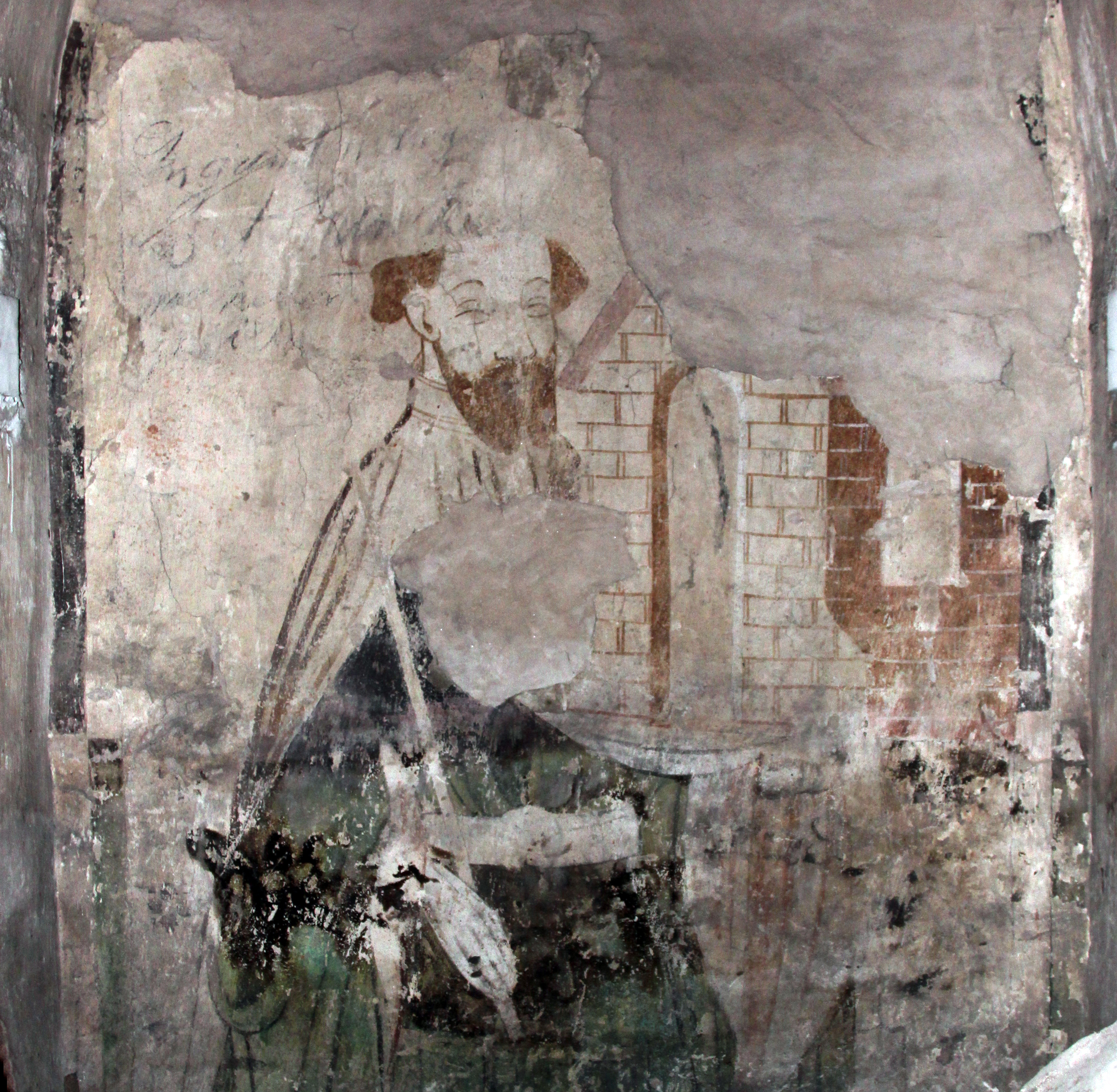
El rey Magnus III.

La institución de las noblezas sueca y finlandesa se remonta a 1280, cuando fue establecido por el rey en el Decreto de Alsnö que los magnates que pudieran costear el contribuir con un soldado montado a la caballería estarían exentos de los impuestos ordinarios, como ya lo estaba el clero. El término arcaico sueco para la nobleza, frälse, incluía al clero por en relación con esta exención. Generalmente, la nobleza surgía de los campesinos más ricos o poderosos, capaces de asignar trabajo o riqueza para proporcionar el requerido caballero.
Anteriormente se usaba el antiguo sistema de la flota leiðangr, con el rey permanentemente de viaje a través del reino y las posesiones de Uppsala öd. Sin embargo, a partir de ahora la corte y los castillos de la Corona se financiarían a través de los impuestos sobre la tierra.
Pronto se acordaría que el rey debía gobernar el reino en cooperación con el Consejo Real, en el que participaban los obispos y los más distinguidos magnates -principales contribuyentes al ejército. Cuando era necesario tomar decisiones críticas, la frälse en conjunto era reunida en Dieta.
La nobleza sueca no tenía feudos hereditarios. En el caso en el que a un noble se le concediera un castillo perteneciente a la corona, sus herederos no podían reclamar derechos civiles o militares. Las tierras de los magnates que constituían esta nobleza medieval eran las suyas propias y no tierras cedidas por un monarca feudal. Si ellos por sus propios medios y la explotación de los campesinos conseguían construir un castillo y financiar tropas, el castillo era suyo, aunque se esperaba que las tropas sirvieran como parte del ejército del reino. En Suecia nunca existió una servidumbre en sentido estricto. Por ello, la nobleza era básicamente una clase de ciudadanos con recursos, no poseedores de otros seres humanos. En la Edad Media y en la mayor parte de la Edad Moderna, los nobles y otros hombres ricos eran terratenientes, así como señores de villanos y siervos. Los miembros de la nobleza usaban su poder económico y militar para hacerse con las tierras de los pequeños campesinos propietarios, centralizando gradualmente la tierra en manos de la clase noble.
Durante largos periodos, el comandante de Vyborg en el frente novgorodiense ruso, fue, en la práctica, un margrave, usando todo el ingreso del feudo real para la defensa de la frontera oriental del reino. A pesar de la fuerte influencia alemana durante el periodo medieval, el elaborado sistema alemán con títulos como Lantgraf, Reichsgraf, Burggraf y Pfalzgraf nunca fue aplicada en Suecia.

## Nobleza Antigua
La nobleza antigua sueca (en sueco: uradel) es el término usado por las familias cuyo estatus de facto como frälse fue formalizado por la Ordenanza de Alsnö en 1280.
Las familias nobles no tienen una patente de nobleza original, la primera conocida es de 1360. Una fecha de fin o corte algo vaga para considerar a una familia noble sueca como antigua se establece a mediados del siglo XIV y no más tarde de 1400.
Algunas familias antiguas suecas todavía pueden hallarse en la Casa de Nobleza de Suecia o la Casa de Nobleza de Finlandia. Algunas han sido ascendidas de la Clase de los Escuderos a la Clase de los Caballeros o a la nobleza con título (conde o barón). En 1778 todas las familias nobles antiguas de la Clase de los Escuderos a la de los Caballeros.
Algunas familias nobles antiguas:
- Aspenäs
- Banér
- Bese
- Bielke (existente, segunda familia noble más antigua de Suecia)
- Björn
- Bååt
- Bonde (existente)
- Carpelan (existente)
- Denter (existente)
- Eka
- Hiort af Ornäs (existente)
- Hård af Segerstad (existente)
- Jägerhorn af Spurila (existente)
- Leijonhufvud (existente)
- Lilliehöök (existente)
- Natt och Dag (existente, la más antigua familia noble de Suecia)
- Oxenstierna (existente)
- Porse
- Posse (existente)
- Ribbing (existente)
- Rosenstråle
- Sparre (existente)
- Stenbock (existente)
- Trolle (existente)
- Örnsparre

## Nobleza desde 1561

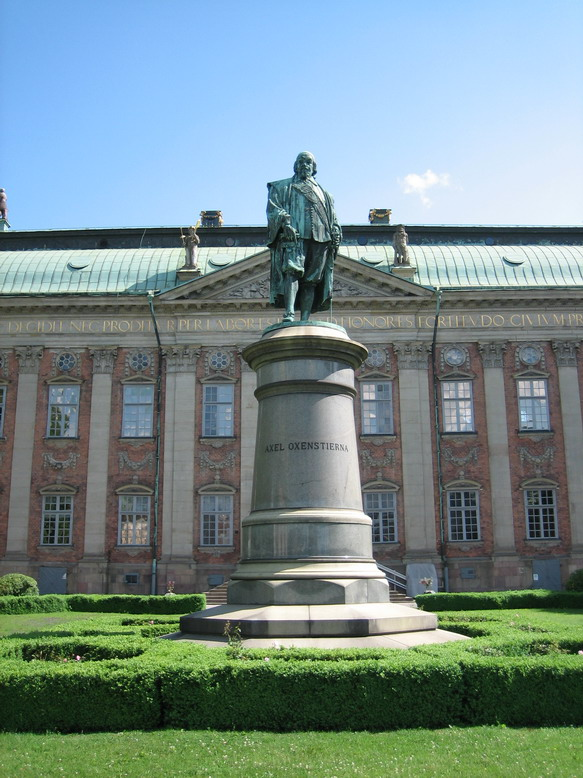
Axel Oxenstierna aseguró que todos los nombramientos del gobierno fueran otorgados a nobles.

En la coronación de Erico XIV en 1561, la nobleza sueca se convirtió en hereditaria formalmente con la creación de títulos superiores como conde (greve) y barón (friherre). La Casa de la Nobleza se creó en 1626. Los requisitos para ser introducido en esta organización eran haber nacido en una familia noble antigua o el ennoblecimiento por el soberano. En consecuencia, la genealogía floreció.
El Lord Alto Canciller, Axel Oxenstierna, fue el arquitecto del Instrumento de Gobierno de 1634, que puso el cimiento del surgimiento de la Suecia moderna.  Garantizó que todos los cargos de designación gubernamental fueran otorgados a candidatos de la nobleza, una decisión que ayudó a movilizar el apoyo, más que la oposición, a un gobierno nacional centralizado.
Debido a las muchas guerras en las que combatió Suecia, la corona necesitó medios para recompensar a sus oficiales y para ello se usó el ennoblecimiento y la concesión de tierras, como útil sustituto de los pagos en efectivo. Durante el siglo XVII, el número de familias nobles se multiplicó por cinco. En menos de un siglo, el porcentaje de tierra sueca en manos de la nobleza se incrementó del 16 % a más del 60 %, lo que condujo a una considerable disminución de los ingresos por impuestos para la corona. La Reducción de 1655 y 1680, no obstante, hizo regresar parte de la tierra a manos de la corona
Históricamente todos los miembros de una familia noble tenían títulos. Si la familia estaba en el rango de un conde o un barón, todos los miembros recibían ese título también. Sin embargo, a partir del Instrumento de Gobierno de 1809, se produjo un cambio en línea con el sistema británico, de modo que solo el cabeza de familia ostentara el título. La mayor parte de las familias conservan la tradición de considerar a todos sus miembros como nobles.
Los títulos de nobleza no hereditarios fueron otorgados hasta 1902, año en que el explorados  Sven Hedin fue ennoblecido por el rey. Desde 1975 el monarca sueco y el gobierno no tienen derecho a ennoblecer o conferir órdenes a los suecos. Los títulos sólo se otorgan aún a los miembros de la Familia Real de Suecia, en la que los príncipes y princesas son duque o duquesas no hereditarios de provincias, pero son títulos honorarios usados dentro de la Casa, no títulos de nobleza.

## Nobleza no presentada
Ser presentado en la Casa de la Nobleza significaba que el organismo confirmaba el estatus de una familia como noble. Incluso tras el ennoblecimiento por parte del monarca, aún había que buscar la presentación para conseguir el estatus completo para adquirir ciertos privilegios. Las familias no presentadas podían usar sus títulos, si los tuvieran, y elementos de nobleza en sus escudos de armas. 
Suecia ha tenido un significante número de familias nobles no presentadas (99 familias y 450 individuos en 2010, varios de los cuales han sido prominentes históricamente. Las familias se dividen en cuatro grupos:
1. Nobleza extranjera, por su origen (particularmente germanas o bálticas, pero también de otras nacionalidades) que teniendo estatus noble de otro país han vivido en Suecia. Este grupo es el más grande.
2. Familias de origen sueco a las que se ha garantizado el estatus noble y/o títulos de un país extranjero (por ejemplo, los miembros de la Casa de Bernadotte ostentaban títulos condales y principescos belgas y luxemburgueses).
3. Familias ennoblecidas por el rey sueco, pero no presentadas en la Casa de la Nobleza. Este grupo es pequeño.
4. Familias armígeras de origen extranjero que han sido tradicionalmente incluidas en los varios directorios de nobleza no presentada pero cuyo estatus noble original no ha sido probado. Se hallan introducidas en la nobleza no presentada por razones tradicionales, como por haber sido considerado noble en Suecia por mucho tiempo. Este es otro grupo pequeño.

Tres series sucesivas de almanaques de nobleza no presentada han sido publicados. El primero lo fue en 1886, el segundo en 1912 y la tercera en 1935, cuyo último número salió en 2010. Una asociación de nobleza no presentada, la Sveriges Ointroducerade Adels Förening fue fundada en 1911. Varias ramas de la Casa de Bernadotte escogieron convertirse en miembros de esta asociación, como resultado de que a miembros de la familia real se les haya negado el uso de títulos suecos por haberse casado con plebeyos, aunque conservan sus títulos belgas y luxemburgueses. Carlos Juan Bernadotte fue presidente de la asociación durante muchos años.

## Títulos de Alta Nobleza

### Presentados
De acuerdo a Nordisk Familjebok:
Los primeros condes y barones fueron creados en 1561 por Erico XIV:
- Svante Sture de Hörningsholm, conde de Vestervik y más tarde también de Stegeholm (1562)
- Peder Joakimsson Brahe de Rydboholm, conde de Visingsborg (1562)
- Göstaff Johansson de Haga, conde de Bogesund (originalmente Enköping, 1562)
- Gustaf Oldesson Stenbock, barón de Torpa
- Sten Eriksson Leijonhufvud, barón de Grevsnes
- Grip Birger Nilsson, barón de Vines
- Gabriel Kristersson Oxenstierna, barón de Mörby
- Lars Fleming, barón de Arvasalo (en Finlandia)
- Karl Holgersson Gera, barón de Björkvik
- Göran Holgersson Gera, barón de Ållonö
- Horn af Åminne Klas Kristersson, barón de Joensuu (en Finlandia)
- Stenbock Erik Gustafsson, barón de Torpa (hijo menor de Gustaf Oldesson)

Juan III otorgó los primeros títulos de barón acompañados con tierras (los títulos anteriores elevaban los patrimonios hereditarios familiares al estatus de condado o baronía):
- Öresten y Kronobäck a Erik Gustafsson de Torpa
- Lundholm a Nils Göransson Gyllenstierna, nuevo barón
- Viikki (en Finlandia) a Klas Eriksson Fleming, nuevo barón
- Läckö a Hogenskild Bielke, nuevo barón
- Ekholmen a Pontus De la Gardie, nuevo barón
- Kungs-Lena a Olde Gustafsson Stenbock (hijo mayor y heredero de Gustaf Oldesson)
- condado de Raseborg (en Finlandia) a la viuda del barón Sten Eriksson de Grevsnes, la  condesa Ebba Lilliehöök y sus herederos en 1571

Carlos IX creó solo uno:
- baronía de Nynäs (en Finlandia) a Abraham Leijonhufvud

(hizo barones a Svante Bielke y Nils Bielke sin otorgarles tierras en entail)
Gustavo II Adolfo otorgó:
- condado de Läckö a Jacob De la Gardie
- condado de Pärnu (en el norte de Livonia, actual Esania) a Franz Bernhard von Thurn (hijo de Jindřich Matyáš Thurn)
- baronía de Kimia (en Finlandia) a Axel Oxenstierna
- baronía de Bergkvara a Carl Carlsson Gyllenhielm
- baronía de Tuutarhovi (en Ingria) a Johan Skytte
- baronía de Orreholm a Jakob Vilhelmsson Spens

Cristina otorgó:
- condado de Södermöre a Axel Oxenstierna
- condado de Vasaborg (en Finlandia) a Gustav Gustavsson, su hermanastro ilegítimo
- condado de Ortala a Lennart Torstenson
- condado de Kuressaare (más tarde intercambiado con Pärnu) a Magnus Gabriel De la Gardie
- condado de Sortavala (en Finlandia) a Johan Adam Banér
- condado de Björneborg (Pori) (en Finlandia) a Gustav Horn
- condado de Vestervik and Stegeholm a Hans Kristdeer von Königsmark
- condado de Korsholm and Vasa (en Finlandia) a Gabriel Bengtsson Oxenstierna
- condado de Bogesund a Fredrik Stenbock
- condado de Salmi and Suistamo pogosta (en Finlandia) a Carl Gustaf Wrangel
- condado de Kruunupori (en Finlandia) a Ture Oxenstierna
- condado de Nyborg (en Finlandia) a Arvid Wittenberg
- condado de Karleborg (en Finlandia) a Klas Tott
- condado de Liljenborg a Axel Lillie
- condado de Mariestad a Lars Kagg
- condado de Skeninge a Robert Douglas
- condado de Skövde a Kristdeer Karl von Schlippenbach
- condado de Enköping a Ananius von Steinberg
- baronía de Vibyholm a Gustav Gustavsson, su hermanastro ilegítimo
- baronía de Virestad a Lennart arstensson
- baronía de Kronoberg a Peder Sparre
- baronía de Korppoo (en Finlandia) a Nils Bielke
- baronía de Härlunda a Seved Bååt
- baronía de Kajaani (en Finlandia) a Per Brahe
- baronía de Örneholma (en Finlandia) a Johan Adler-Salvius
- baronía de Liperi (en Finlandia) pogosta a Hermann Fleming
- baronía de Oulu (en Finlandia) a Erik Gyllenstierna
- baronía de Kitee (en Finlandia) pogosta a Axel Lillie
- baronía de Loimijoki (en Finlandia) a Arvid Wittenberg
- baronía de Limingo (en Finlandia) a Matias Soop
- baronía de Marienburg a Gustav Horn af Marienborg y algunos parientes
- baronía de Vöyripori (en Finlandia) a Carl Gustaf Paijkull
- baronía de Tohmajärvi (en Finlandia) pogosta a Lars Kagg
- baronía de Kokkola (en Finlandia) a Gustav Banér
- baronía de Sund a Erik Ryning
- baronía de Laihia (en Finlandia) a Karl Bonde
- baronía de Pyhäjoki (en Finlandia) a Klas Hansson Bjelkenstjerna
- baronía de Iijoki (en Finlandia) a Åke Axelsson Tott
- baronía de Ikalapori (en Finlandia) a Schering Rosenhane
- baronía de Hailuoto (en Finlandia) a Bernt Taube
- baronía de Hedensund (entonces Arnäs) a Knut Posse
- baronía de Vinberg a Gustaf Adolf Leijonhudvud
- baronía de Lindeberg a Carl Gustav Wrangel and his brothers
- baronía de Lindeborg a Lorentz von der Linde
- baronía de Willenbruch and Harzefeld a Pierre Bidal
- baronía de Ludenhde (Luua, ahora en Palamuse, Esania) a Hans Wrangel
- baronía de Eksjö a Reinhold Liewen
- baronía de Elfkarleby a Mårten Leijonhufvud
- baronía de Gudhem a Lauri Cruus
- barón de Skälby a Robert Douglas
- baronía de Koivisto (en Finlandia) a Hans Wachtmeister
- baronía de Lempäälä (en Finlandia) a Johan Kurck
- baronía de Wetter-Rosenthal a Adolf Friedrich Wetter,
- baronía de Närpes (en Finlandia) a Jakob y Anders Lilliehöök,
- baronía de Elimäki (en Finlandia) a Kasper yKarl Henrik Wrede af Elimä,
- baronía de Lais a Erik Fleming,

Carlos X Gustavo otorgó:
- condado de Sölvesborg a Corfitz Ulfeldt
  - (Lars Kagg, then Carl Gustav Wrangel, obtuvo el condado de Sölvesborg a cambio)
- barón de Örneholma (en Finlandia) a P. Wuertz
- baronía de Kastell ladugården a Rutger von Ascheberg

Carlos XI oargó:
- condado de Börringe a Gustav Carlsson, su medio-hermano ilegítimo

### No presentados
Las siguientes familias con título de alta nobleza están incluidas en el Kalender öfver i Sverige lefvande ointroducerad adel (1886–1899), el Sveriges ointroducerade adels kalender (1912–1944), y/o el Kalender över Ointroducerad adels förening (1935–), que son directores de los nobles no presentados vivos en el momento de la publicación residentes en Suecia. Cinco de esas familias tienen títulos como Príncipes, Duques o Marqueses, y el resto son Condes y Barones. La mayoría de las familias nobles no presentadas, sin embargo, no tienen título, como en el caso de las fmailias presentadas. Algunas de estas familias, o sus ramas con título, han quedado desde entonces extintas.
Príncipes
- Bernadotte (título principesco belga otorgado al príncipe Carlos Bernadotte)
- Cantacuzino (familia de príncipes rumanos)

Duques
- D'Otrante (nobleza napoleónica)

Marqueses
- Joussineau de Tourdonnet (nobleza francesa)
- Lagergren (nobleza ítalo-papal)

Condes
- Bernadotte of Wisborg (título luxemburgués otorgado a varios miembros de la Casa de Bernadotte)
- Crapon de Caprona
- Fouché d'Otrante (nobleza napoleónica)
- von der Groeben (nobleza alemana)
- von Hallwyl (nobleza suiza)
- Joussineau de Tourdonnet (nobleza francesa)
- Lagergren (nobleza ítalo-papal)
- Landberg
- Moltke (nobleza germano-danesa)
- Moltke-Hvitfeldt (nobleza germano-danesa)
- de Paus (nobleza ítalo-papal)
- von Platen zu Hallermund (nobleza alemana)
- Révay (nobleza húngara)
- Rewentlow (nobleza germano-danesa)
- Stolberg (nobleza alemana)
- Tolstoy (nobleza rusa)
- von Trampe (nobleza alemana)

Barones
- von Bonsdorff (nobleza finlandesa)
- von Bredow (nobleza alemana)
- von Buddenbrock
- von Buxhoeveden
- Cronstedt
- von Grothusen
- von Gussich
- von Leithner
- von Mecklenburg
- von der Osten-Sacken
- von der Pahlen (nobleza rusa)
- von Rosen (Hoch-Rosen)
- Rosenørn-Lehn (nobleza danesa)
- von Strauss
- von Wangenheim
- de Wendel (nobleza portuguesa)

## Apellidos
Los apellidos suecos pueden ser rastreados hasta el siglo XV, cuando fueron usados inicialmente por la Frälse, el clero y la nobleza. Sus nombres eran usualmente en sueco, latín, alemán o griego. La adopción del apellidos latinos fue usada por el clero católico desde ese siglo. El nombre de pila era precedido por Herr ("señor"), seguida por la forma latinizada de los apellidos patronímicos. Desde la Reforma, la forma latinizada de su lugar de nacimiento se convirtió en una práctica común para el clero (sirva como ejemplo Laurentius Petri Gothus, de Östergotland). Más tarde, comerciantes y otros grupos sociales abandonaron los apellidos patronímicos y adoptaron resonantes apellidos latinos. Otra práctica fue el uso del idioma griego en la terminación -ander, "hombre". El uso de los apellidos era aún poco común en el siglo XVII entre la nobleza y la clase educada, y el concepto de apellidos hereditarios estaba limitado a pocas familias.
Cuando una familia era ennoblecida, se les daba usualmente un apellido, como los Lores de Inglaterra u otros países europeos. Este fue un periodo en el que se crearon gran cantidad de apellidos compuestos de dos palabras suecas para la nobleza (fueron frecuentes los prefijos Adler-, "águila"; Ehren-, ·"ära", "honor"; Silfver-, "plata"; y Gyllen-, "oro"). A diferencia de Inglaterra, el nuevo apellido designada a toda la Casa y el antiguo apellido era abandonado por completo.

## Privilegios
El estatus de nobleza no se han abolido en Suecia, pero su posición privilegiada ha sido debilitada paso a paso desde 1680. Los privilegios políticos de la nobleza fueron prácticamente abolidos por la reforma del Riksdag de los Estados en 1866, y los últimos derechos de precedencia a algunos cargos gubernamentales fueron derogados en la década de 1920. Para entonces también se habían eliminado las últimas exenciones de impuestos. No obstante, algunos privilegios, como el derecho a ser decapitado por la espada, se mantuvieron hasta 2003, cuando a su vez el gobierno perdió el derecho a reunir en asamblea a los cabezas de familia.
Las prerrogativas de la nobleza hoy están limitadas a la protección de los títulos nobiliarios y ciertos elementos y estilos usados en sus escudos de armas de acuerdo a una ley de 1762: un yelmo con un visor abierto, una corona apropiada a su rango, un medallón y otros elementos. La ley sueca modera no hace distinciones basándose en la nobleza.

### Coronas de rango

Kunglig, corona real.
Grevlig), corona condal.
Friherrlig, corona de barón.
Adlig, corona nobiliaria.

## Galería

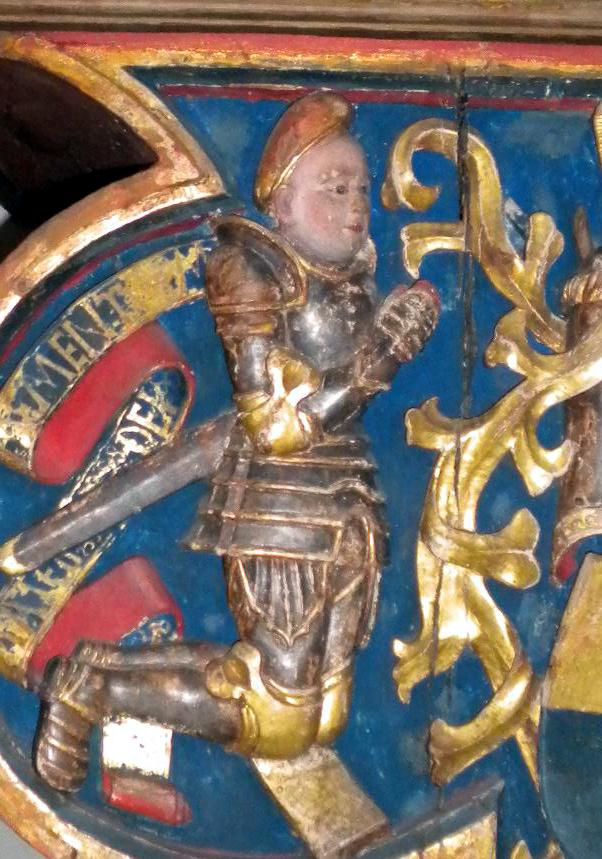
Sten Sture el Joven,  estadista y regente de Suecia durante la Unión de Kalmar.
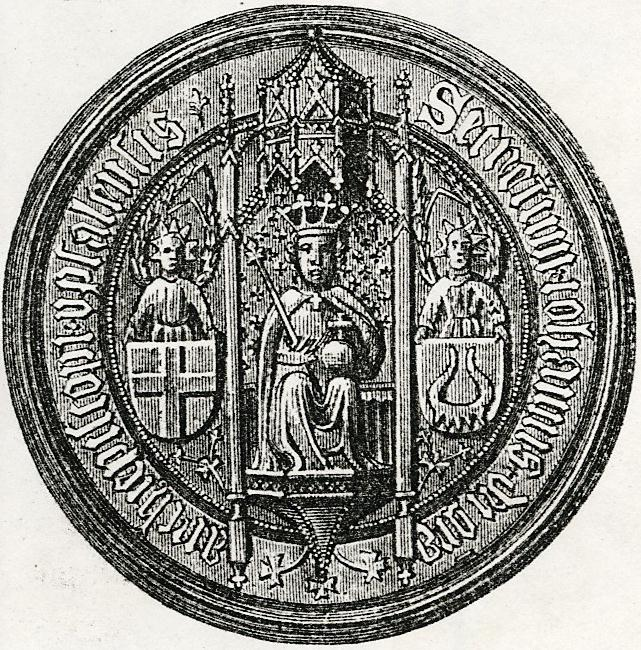
Jöns Bengtsson Oxenstierna,  arzobispo de Uppsala (1448–1467) y regente de Suecia, durante la Unión de Kalmar.
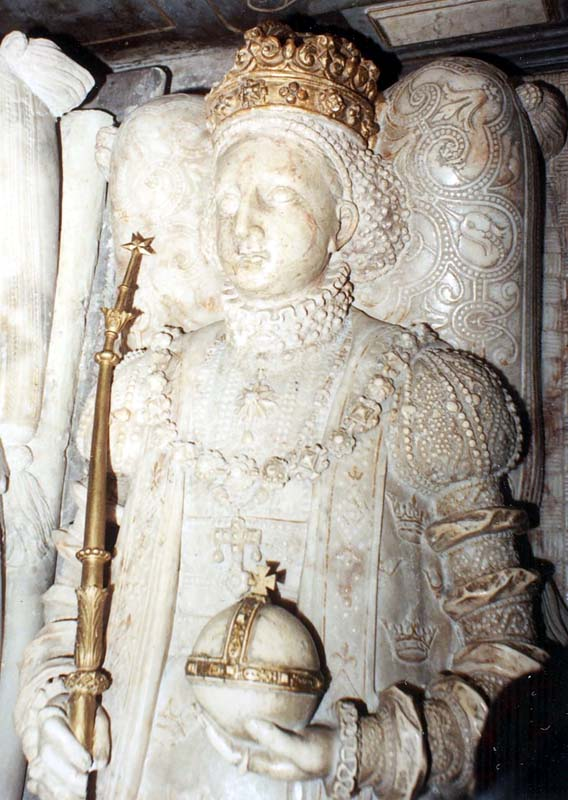
Margaret Leijonhufvud, noble, Reina Consorte de Suecia (1536-1551) y madre de reyes.
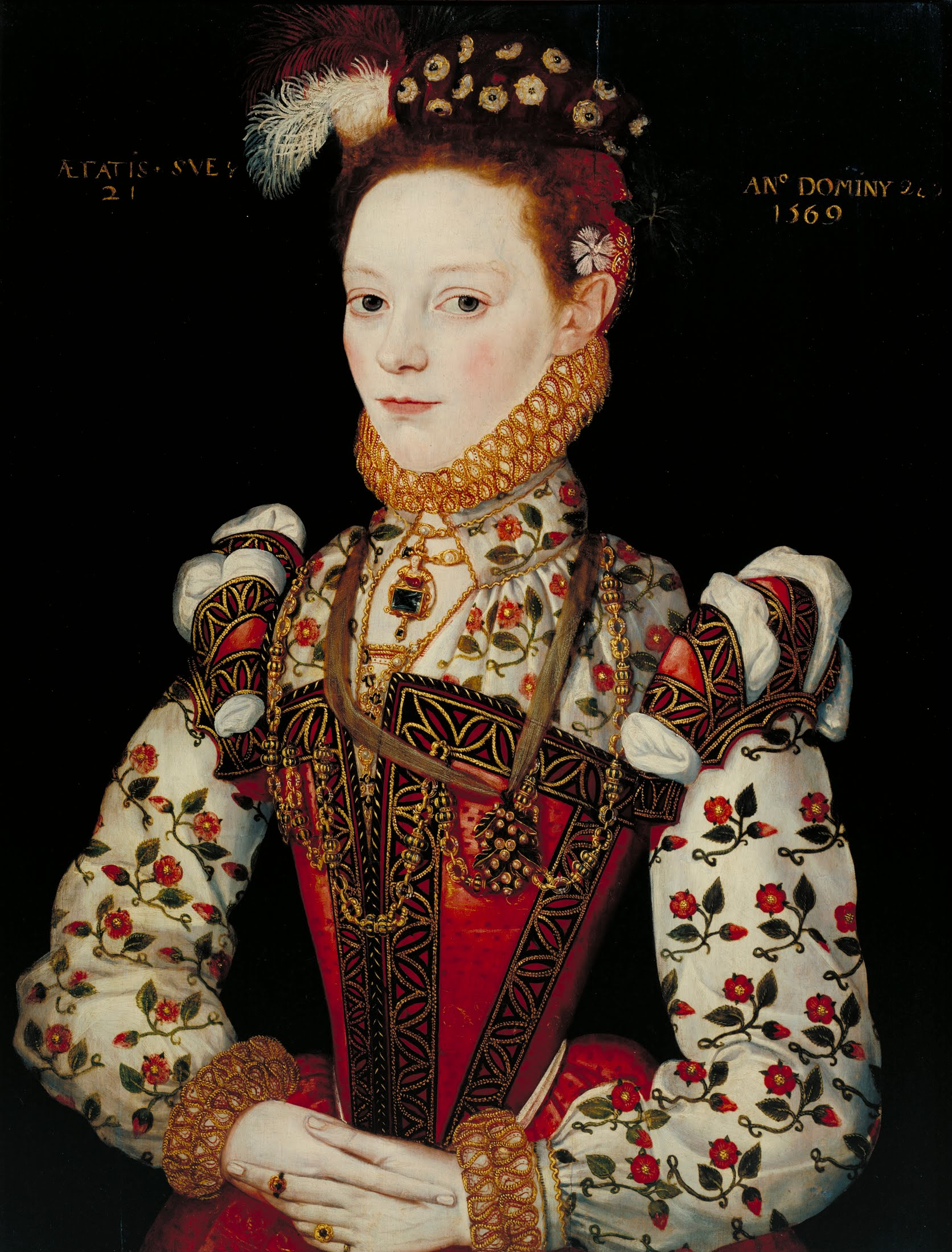
Helena Snakenborg, noble, Doncella de Honor de la Reina Isabel I de Inglaterra, y Marquesa de Northampton
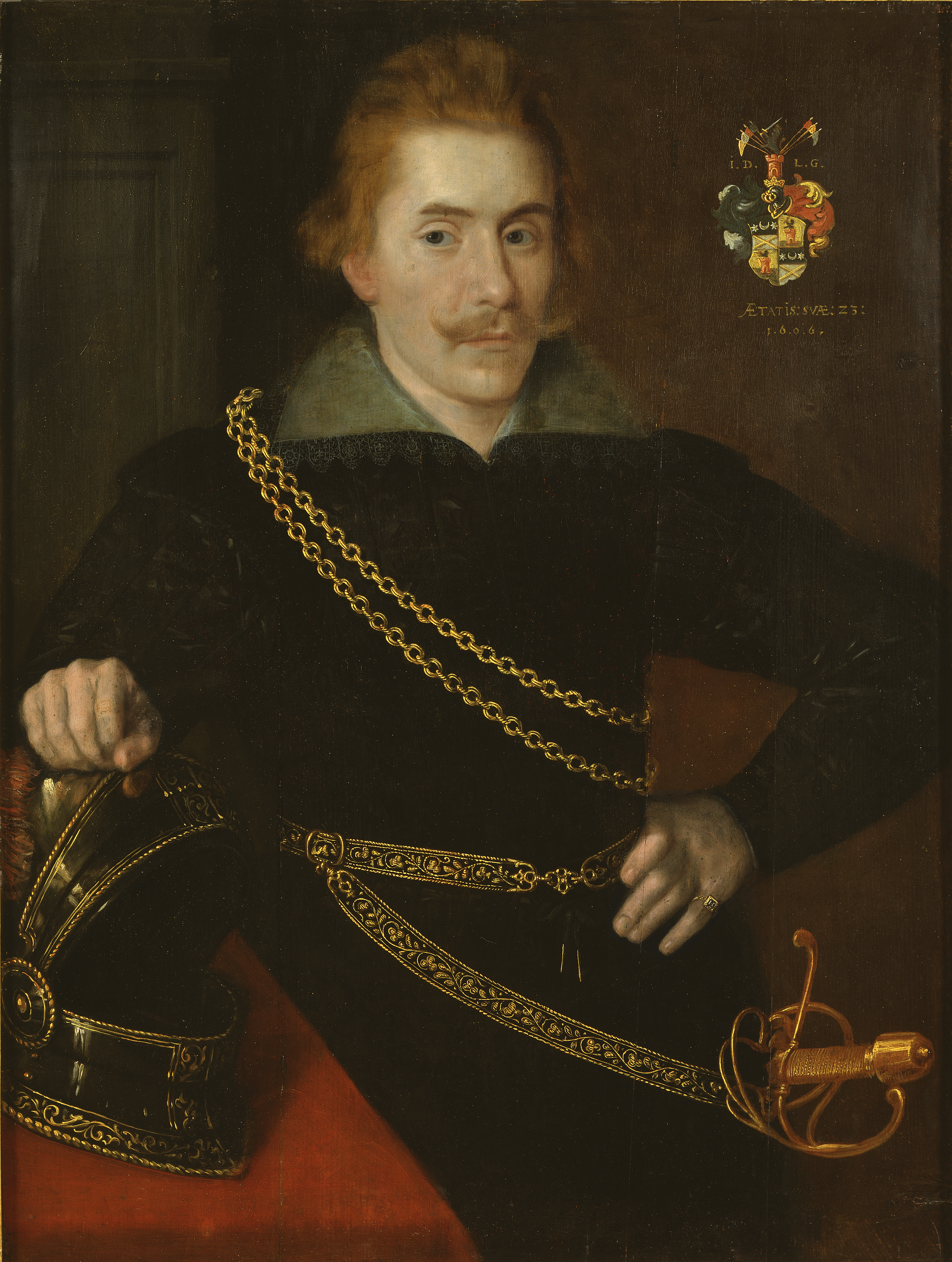
Conde Jacob De la Gardie, estadista y soldado del Imperio sueco.
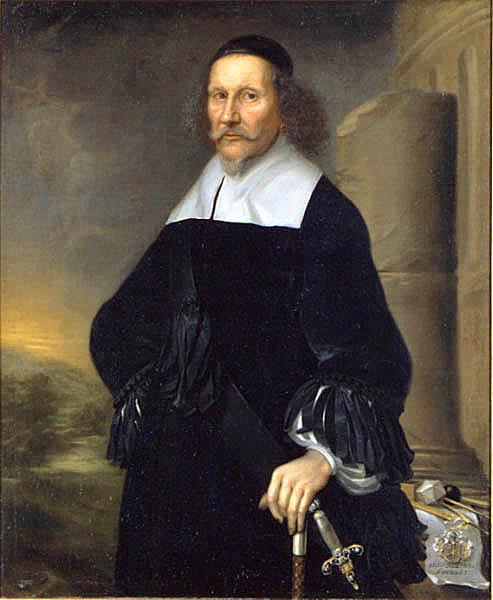
Georg Stiernhielm,  funcionario, lingüista y poeta.
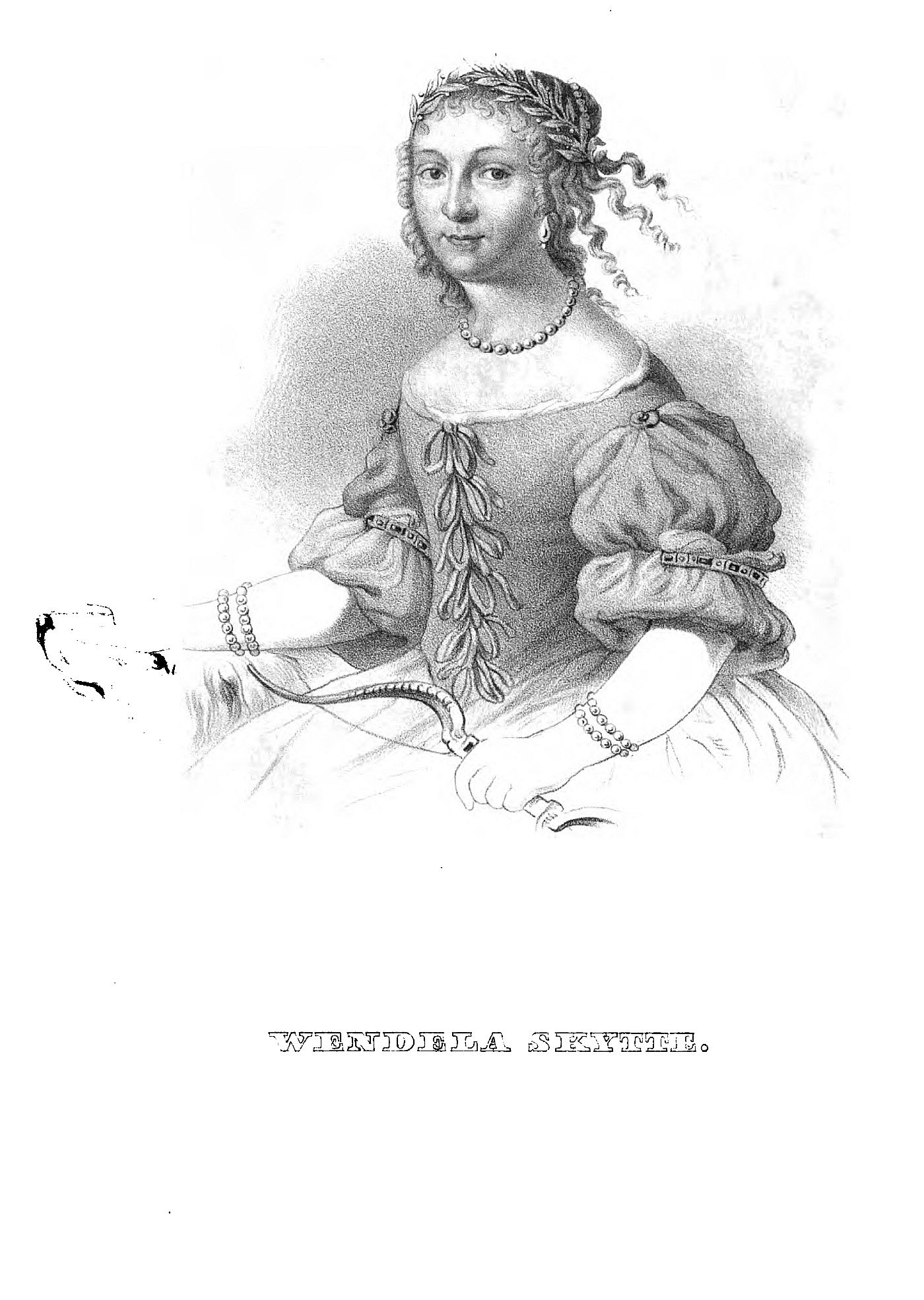
Vendela Skytte, cortesana y escritora, poeta.
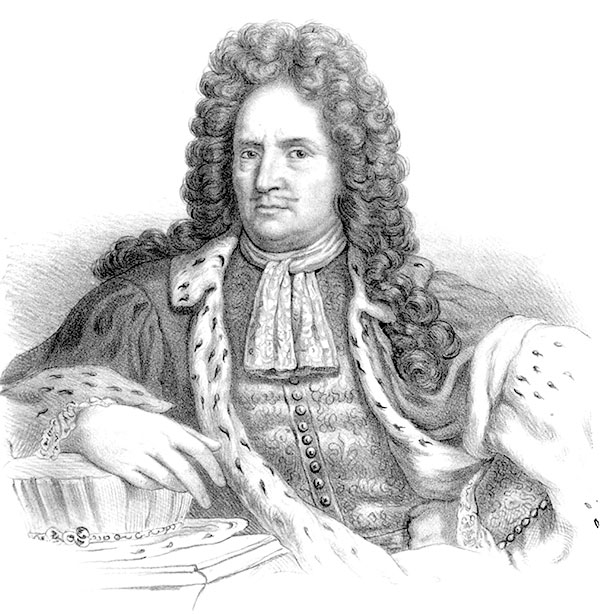
Erik Dahlbergh, ingeniero, soldado, y mariscal de campo.
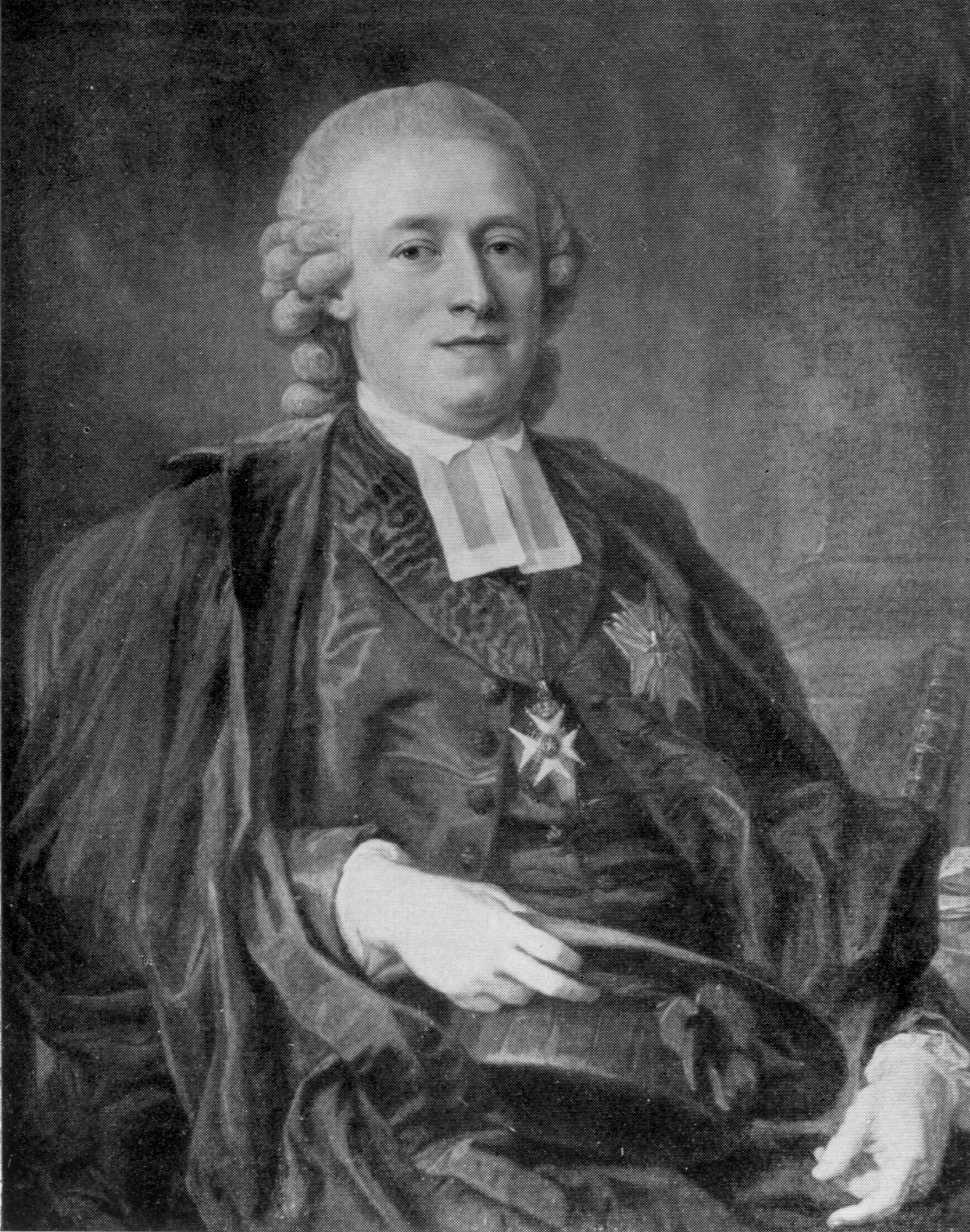
Uno von Troil,  Arzobispo de Uppsala.
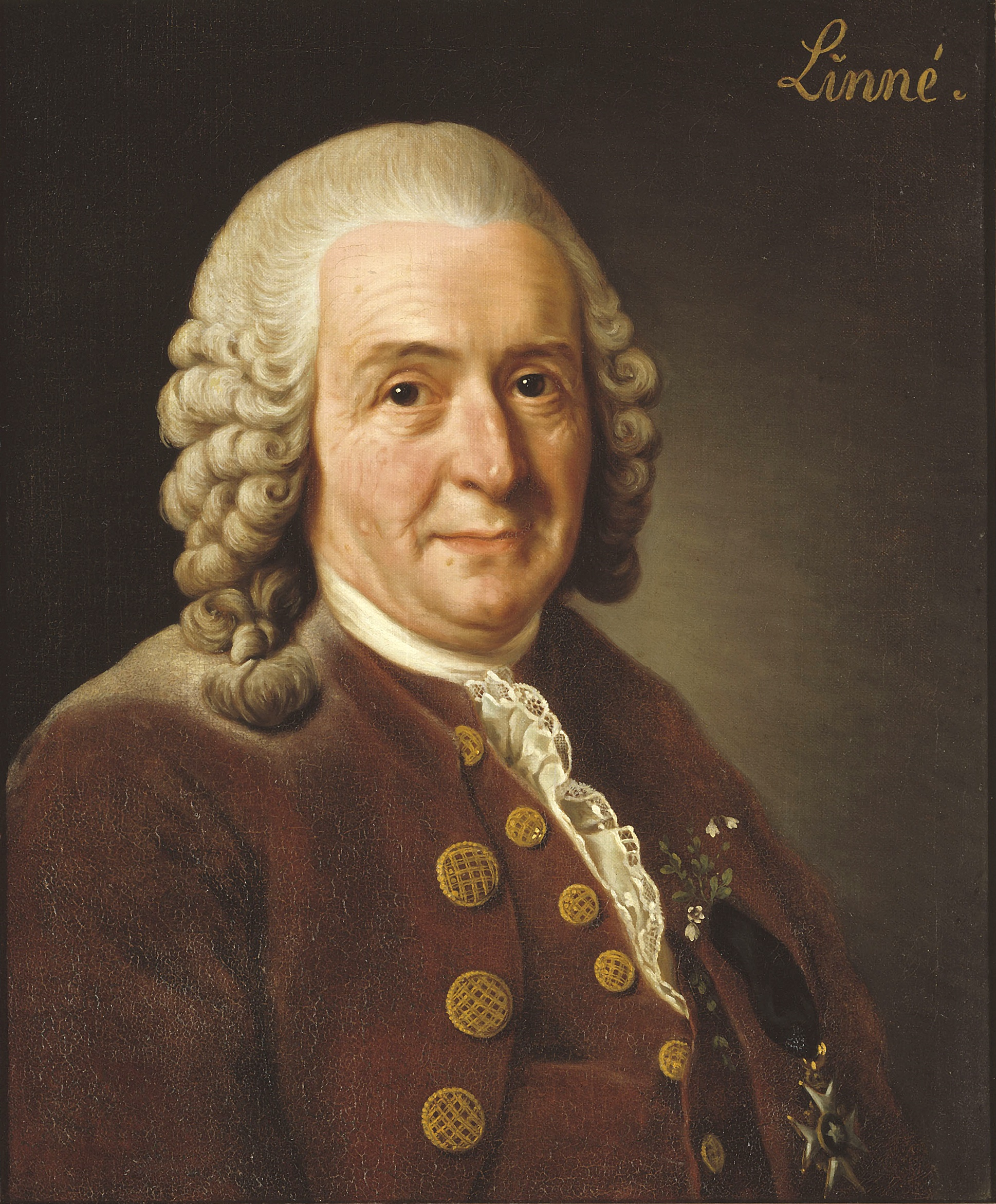
Carl von Linné, botánico, físico, y zoólogo.
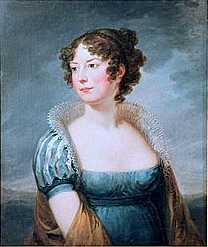
Condesa Sophie Piper, noble sueca y dama de compañía.
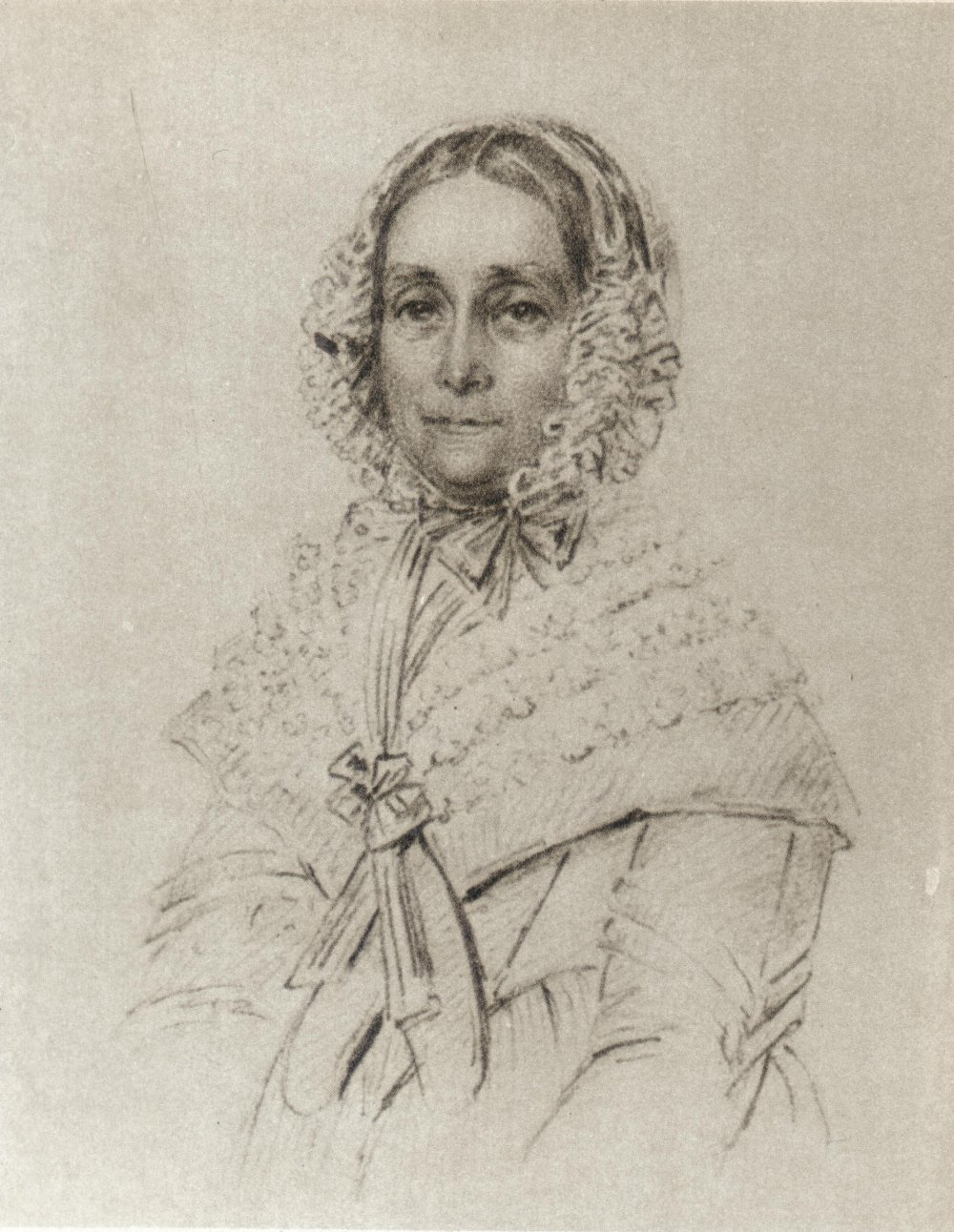
Malla Silfverstolpe, escritora y anfitriona de salón.
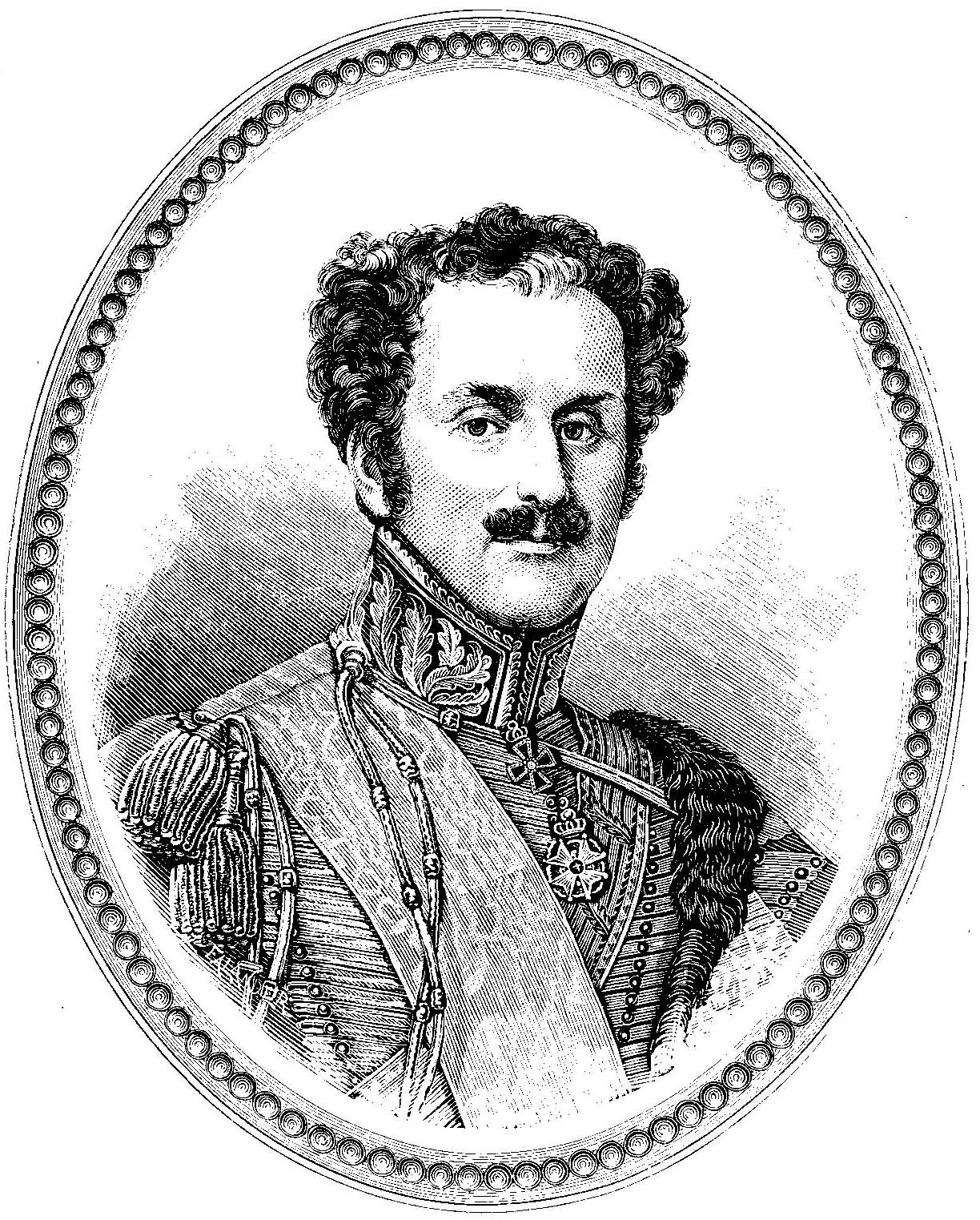
Magnus Brahe, estadista y soldado.
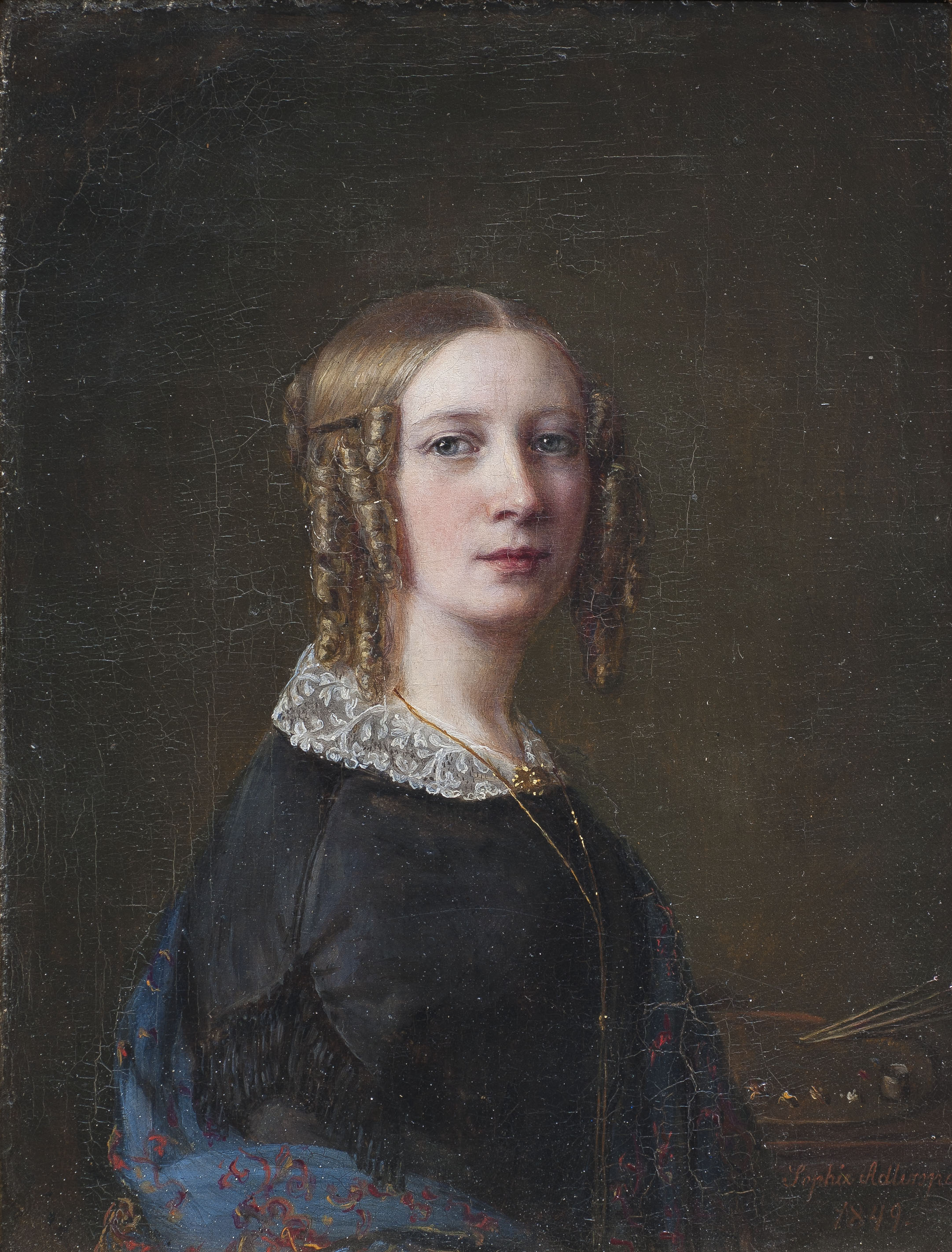
Sofia Adlersparre, pintor.
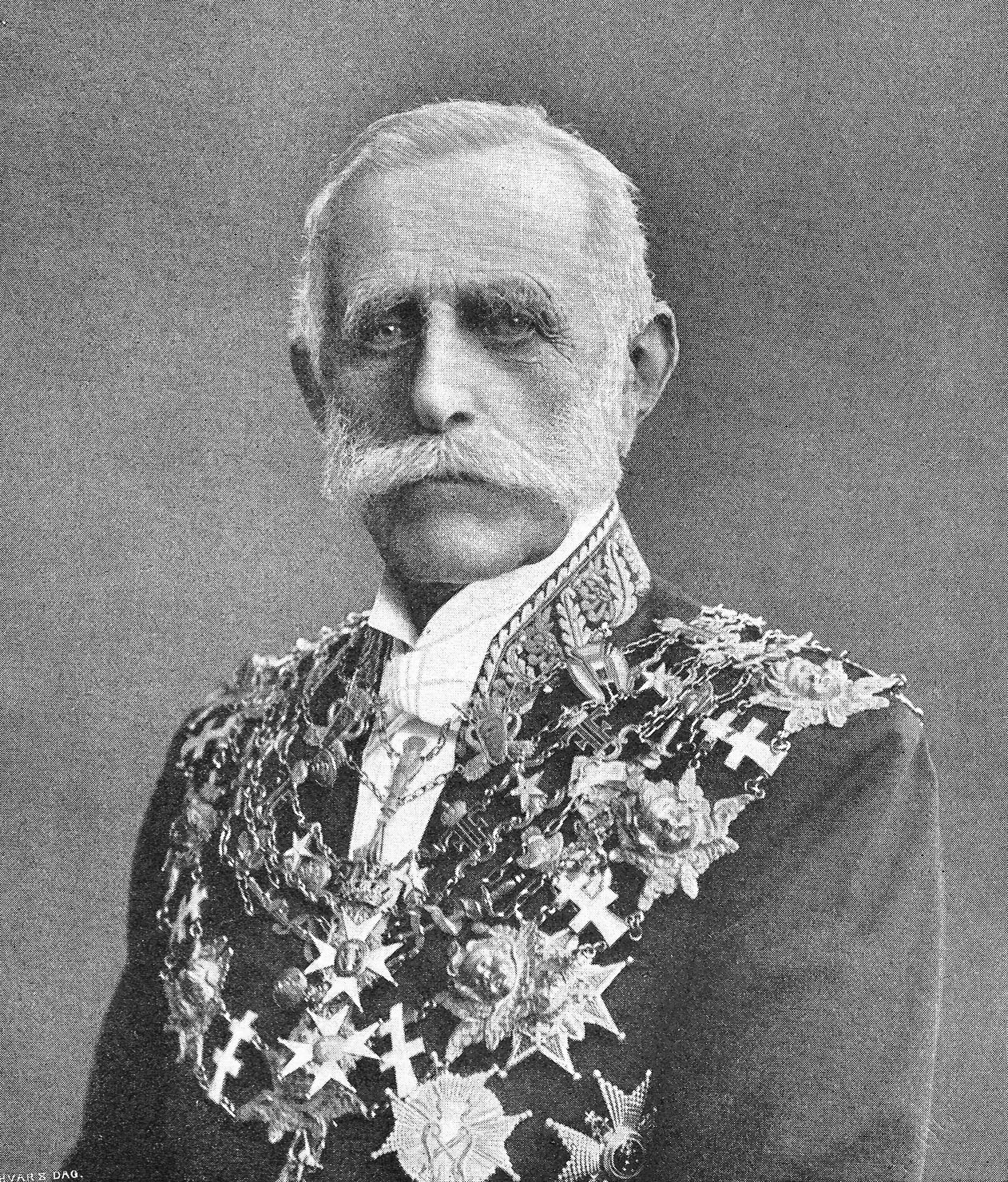
Barón Fredrik von Essen,  Mariscal del Reino y terrateniente (castillo de Kavlås).
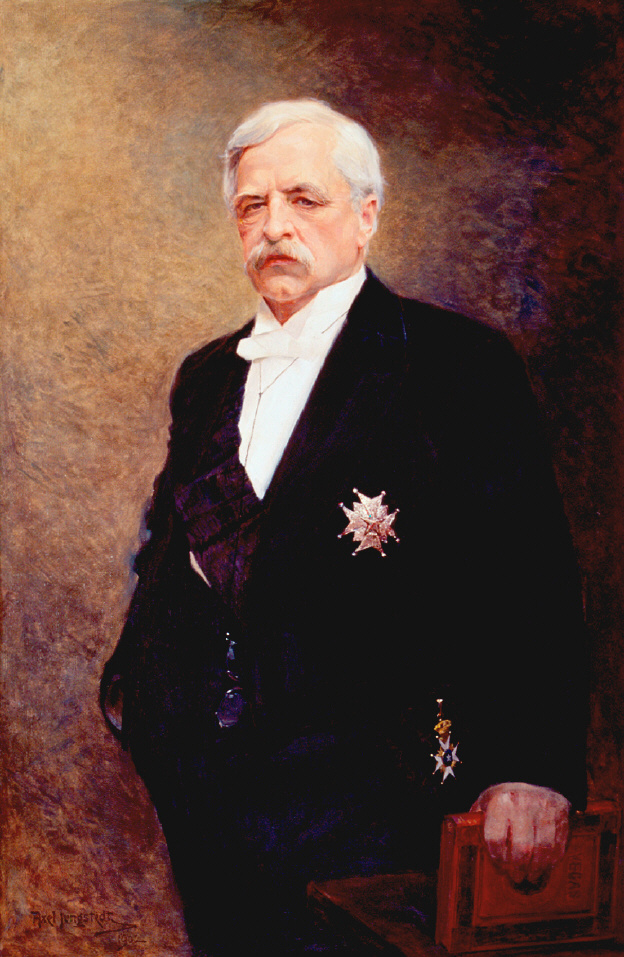
Barón Adolf Erik Nordenskiöld, botánico, geólogo, mineraólogo y explorador ártico.
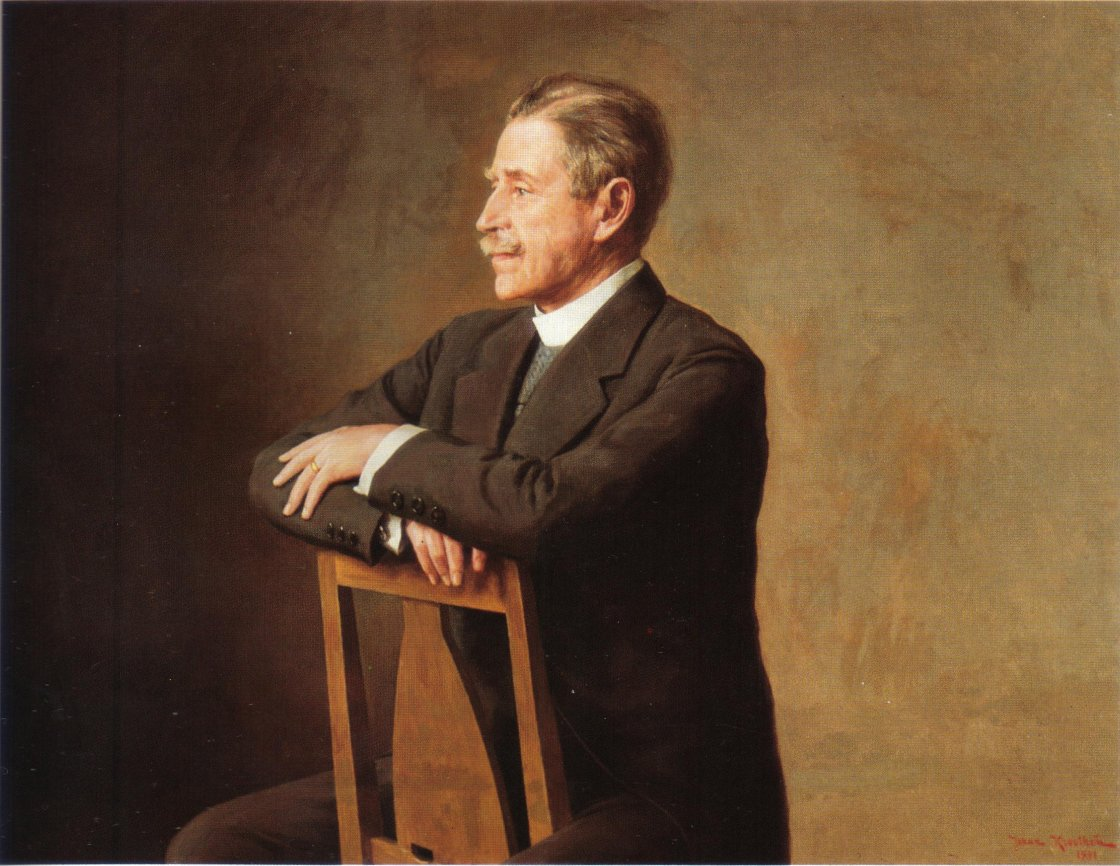
Verner von Heidenstam, poeta y novelista, laureado con el Premio Nobel de Literatura.
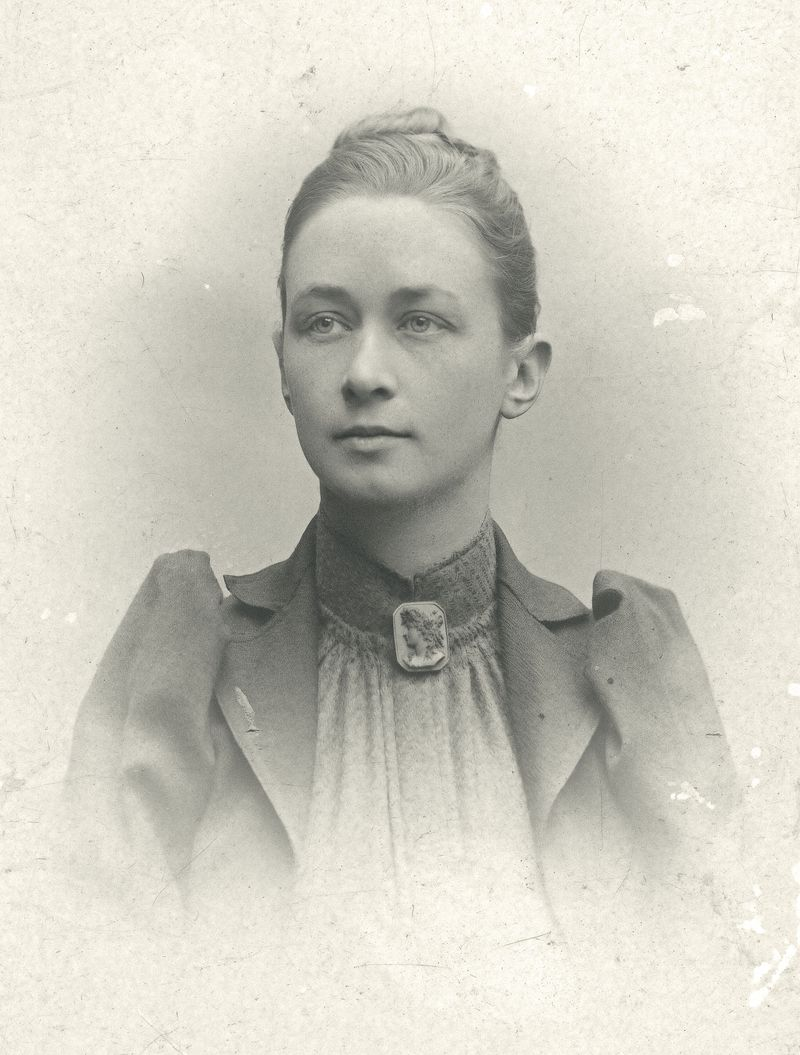
Hilma af Klint, artista y místico.
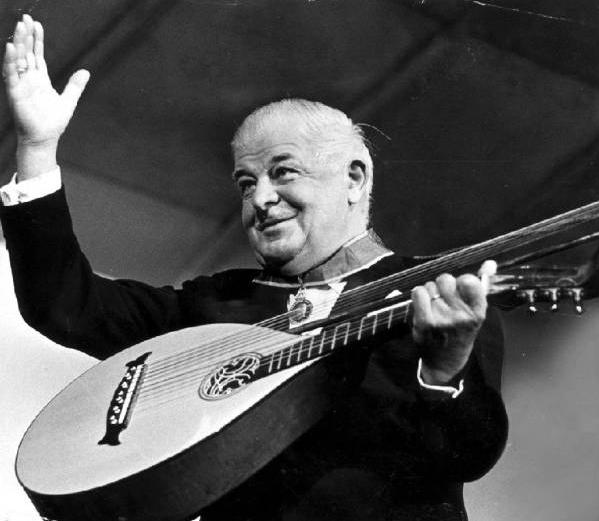
Evert Taube, autor, artista, compositor y cantante.